# Mistrzostwa Świata w Biathlonie 2015 – sztafeta mieszana
Sztafeta mieszana na Mistrzostwach świata w biathlonie 2015 odbyła się 5 marca w Kontiolahti. Była to pierwsza konkurencja podczas tych mistrzostw, do której zgłosiło się 26 sztafet, w tym 5 podczas zawodów zostało zdublowanych. Zwycięzcami zostali Czesi. Polska ekipa w składzie: Karolina Pitoń, Magdalena Gwizdoń, Łukasz Szczurek, Krzysztof Pływaczyk zajęła 14. miejsce.

## Wyniki
| Miejsce | Nr | Zespół                                                                                   | Czas                                      | Strzały (P+S)                           | Strata  |
| ------- | -- | ---------------------------------------------------------------------------------------- | ----------------------------------------- | --------------------------------------- | ------- |
| 01 !    | 6  | Czechy · Veronika Vítková · Gabriela Soukalová · Michal Šlesingr · Ondřej Moravec        | 1:20:27,2 19:50,5 19:44,8 20:42,1 20:09,8 | 0+3 0+5 0+2 0+2 0+0 0+0 0+0 0+2 0+1 0+1 | —       |
| 02 !    | 2  | Francja · Anaïs Bescond · Marie Dorin Habert · Jean-Guillaume Béatrix · Martin Fourcade  | 1:20:47,4 20:35,6 19:16,2 21:24,4 19:31,2 | 0+1 0+7 0+1 0+3 0+0 0+1 0+0 0+3 0+0 0+0 | +20,2   |
| 03 !    | 1  | Norwegia · Fanny Welle-Strand Horn · Tiril Eckhoff · Johannes Thingnes Bø · Tarjei Bø    | 1:20:54,9 20:20,3 20:21,7 20:08,6 20:04,3 | 0+0 1+3 0+0 0+0 0+0 1+3 0+0 0+0         | +27,7   |
| 4.      | 8  | Białoruś · Nadieżda Skardino · Darja Domraczewa · Uładzimir Czapielin · Juryj Ladau      | 1:20:58,2 20:09,9 18:59,7 20:56,1 20:52,5 | 0+1 0+6 0+0 0+0 0+0 0+3 0+1 0+3         | +31,0   |
| 5.      | 11 | Austria · Lisa Hauser · Katharina Innerhofer · Sven Grossegger · Simon Eder              | 1:21:27,5 20:06,3 20:42,8 20:42,4 19:56,0 | 0+2 0+2 0+0 0+0 0+1 0+1 0+1 0+0 0+0 0+1 | +1:00,3 |
| 6.      | 5  | Niemcy · Luise Kummer · Franziska Preuß · Daniel Böhm · Benedikt Doll                    | 1:21:50,0 21:06,5 20:01,1 20:36,7 20:01,9 | 0+2 0+4 0+1 0+1 0+0 0+1 0+1 0+1 0+0 0+1 | +1:22,8 |
| 7.      | 18 | Włochy · Dorothea Wierer · Karin Oberhofer · Dominik Windisch · Lukas Hofer              | 1:21:51,9 20:30,0 20:01,1 21:01,5 20:19,3 | 0+6 0+4 0+2 0+0 0+0 0+1 0+2 0+1 0+2 0+2 | +1:24,7 |
| 8.      | 7  | Stany Zjednoczone · Susan Dunklee · Hannah Dreissigacker · Lowell Bailey · Leif Nordgren | 1:22:13,8 20:01,2 21:10,6 20:54,6 20:07,4 | 1+5 0+3 0+1 0+1 1+3 0+2 0+0 0+0 0+1 0+0 | +1:46,6 |
| 9.      | 16 | Finlandia · Mari Laukkanen · Kaisa Mäkäräinen · Ahti Toivanen · Olli Hiidensalo          | 1:22:26,7 20:35,2 18:54,4 21:55,5 21:01,6 | 0+5 0+3 0+3 0+0 0+0 0+0 0+0 0+1 0+2 0+2 | +1:59,5 |
| 10.     | 4  | Rosja · Jana Romanowa · Olga Podczufarowa · Maksim Cwietkow · Anton Szypulin             | 1:22:27,4 20:27,0 20:40,7 21:32,8 19:46,9 | 0+1 0+1 0+0 0+0 0+1 0+0 0+0 0+1 0+0 0+0 | +2:00,2 |
| 11.     | 3  | Ukraina · Julija Dżima · Wałentyna Semerenko · Serhij Semenow · Dmytro Pidruczny         | 1:22:37,5 21:20,8 19:46,3 20:50,8 20:39,6 | 0+2 0+8 0+1 0+1 0+1 0+2 0+0 0+3 0+0 0+2 | +2:10,3 |
| 12.     | 22 | Kanada · Audrey Vaillancourt · Rosanna Crawford · Nathan Smith · Brendan Green           | 1:22:55,1 21:22,5 20:02,3 20:46,2 20:44,1 | 0+3 0+1 0+1 0+1 0+1 0+0 0+0 0+0         | +2:27,9 |
| 13.     | 13 | Szwajcaria · Aita Gasparin · Elisa Gasparin · Benjamin Weger · Mario Dolder              | 1:23:33,4 21:00,3 20:10,3 21:20,9 21:01,9 | 0+2 0+5 0+0 0+0 0+1 0+2 0+0 0+1 0+1 0+2 | +3:06,2 |
| 14.     | 15 | Polska · Karolina Pitoń · Magdalena Gwizdoń · Łukasz Szczurek · Krzysztof Pływaczyk      | 1:23:41,8 21:36,6 19:35,5 21:30,4 20:59,3 | 0+2 0+4 0+1 0+1 0+0 0+1 0+0 0+0 0+1 0+2 | +3:14,6 |
| 15.     | 10 | Słowenia · Andreja Mali · Anja Eržen · Klemen Bauer · Jakov Fak                          | 1:24:15,4 20:32,7 23:00,7 20:32,7 20:09,3 | 0+2 3+5 0+0 0+2 0+1 3+3 0+1 0+0 0+0 0+0 | +3:48,2 |
| 16.     | 9  | Szwecja · Elisabeth Högberg · Mona Brorsson · Fredrik Lindström · Peppe Femling          | 1:24:28,2 21:15,1 21:14,6 20:53,4 21:05,1 | 0+5 0+3 0+3 0+0 0+0 0+0 0+1 0+1 0+1 0+2 | +4:01,0 |
| 17.     | 12 | Słowacja · Paulína Fialková · Jana Gereková · Tomáš Hasilla · Martin Otčenáš             | 1:25:11,9 20:40,8 20:04,1 21:21,3 23:05,7 | 0+4 2+6 0+0 0+1 0+1 0+1 0+0 0+1 0+3 2+3 | +4:44,7 |
| 18.     | 14 | Bułgaria · Emilija Jordanowa · Desisława Stojanowa · Władimir Iliew · Krasimir Anew      | 1:25:24,7 21:45,7 22:10,0 21:29,6 19:59,4 | 0+6 1+6 0+2 0+0 0+1 1+3 0+2 0+3 0+1 0+0 | +4:57,5 |
| 19.     | 24 | Estonia · Kadri Lehtla · Darja Jurłowa · Kauri Kõiv · Kalev Ermits                       | 1:25:32,8 20:38,2 21:30,0 21:45,1 21:39,5 | 1+5 0+3 0+1 0+1 0+1 0+0 0+0 0+2 1+3 0+0 | +5:05,6 |
| 20.     | 17 | Rumunia · Luminița Pișcoran · Florina Ioana Cîrstea · George Buta · Cornel Puchianu      | 1:25:44,5 20:28,6 22:51,5 21:28,8 20:55,6 | 0+5 0+2 0+2 0+0 0+0 0+2 0+0 0+0 0+3 0+0 | +5:17,3 |
| 21.     | 21 | Japonia · Fuyuko Suzuki · Yurie Tanaka · Mikito Tachizaki · Kazuya Inomata               | 1:25:50,8 19:52,6 21:39,4 22:01,5 22:17,3 | 0+5 2+7 0+0 0+0 0+3 0+2 0+0 0+2 0+2 2+3 | +5:23,6 |
| 22.     | 25 | Chiny · Tang Jialin · Zhang Yan · Ren Long · Tang Jinle                                  | LPD 21:20,2 21:12,4 22:36,7               | 0+8 0+4 0+2 0+1 0+2 0+0 0+2 0+3         | —       |
| 23.     | 19 | Litwa · Diana Rasimovičiūtė · Natalija Paulauskaitė · Karol Dąbrowski · Tomas Kaukėnas   | LPD 21:26,4 22:54,2 22:41,8               | 0+2 1+6 0+0 0+1 0+1 0+1 0+0 0+1 0+1 1+3 | —       |
| 24.     | 23 | Kazachstan · Anna Kistanowa · Darja Usanowa · Jan Sawicki · Maksim Braun                 | LPD 22:58,9 20:51,9 23:12,6               | 3+9 0+8 0+3 0+3 0+0 0+3 2+3 0+1 1+3 0+1 | —       |
| 25.     | 20 | Wielka Brytania · Amanda Lightfoot · Nerys Jones · Lee-Steve Jackson · Scott Dixon       | LPD 21:28,0 23:50,8 22:10,2               | 0+8 1+6 0+3 1+3 0+1 0+1 0+2 0+0 0+2 0+2 | —       |
| 26.     | 26 | Korea Południowa · Mun Ji-hee · Ko Eun-jung · Jun Je-uk · Kim Jong-min                   | LPD 21:51,2 23:13,7 23:45,4               | 0+5 1+8 0+2 0+0 0+2 0+3 0+0 0+2 0+1 1+3 | —       |